# Йохан Георг (Ортенбург)
Йохан Георг фон Ортенбург (на немски: Johann Georg Graf zu Ortenburg) е имперски граф на Ортенбург-Нойортенбург (1702 – 1725).

## Биография
Роден е на 14 декември 1686 година в Ортенбург. Той е единственият син на граф Георг Филип фон Ортенбург (1655 – 1702), граф фон Крихинген-Пютинген, и съпругата му графиня Анна Регина фон Цинцендорф-Потендорф (1663 – 1709), дъщеря на граф Максимилиан Еразмус фон Цинцендорф-Потендорф (1633 – 1672) и фрайин Анна Амалия фон Дитрихщайн-Холенбург (1638 – 1696). Внук е на имперски граф Георг Райнхард фон Ортенбург (1607 – 1666) и фрайин Естер Доротея фон Крихинген-Пютлинген (1617 – 1713). Правнук е на граф Георг IV фон Ортенбург (1573 – 1627) и графиня Анна Мария фон Лайнинген-Дагсбург-Фалкенбург († сл. 1631).
След смъртта на баща му през 1702 г. Йохан Георг поема управлението до пълнолетието му през 1706 г. под опекунството на майка му. По време на неговото управление е Испанската наследствена война (1701 – 1714) и майка му го изпраща да учи в Обединеното кралство.
Той поема на 12 ноември 1706 г. управлението от майка си. След два дена за 20-ия му рожден ден Йохан Георг е обявен за пълнолетен от кайзер Йозеф I.
Йохан Георг има успех в борбата за наследствените му права за графствата Крихинген в Люксембург и Пютинген в Лортарингия. През 1713 г. той добавя към титлата си „Граф цу Крихинген и Пютинген“.
Йохан Георг фон Ортенбург умира на 38/39 години на 4 декември 1725 г. в Ортенбург. Наследен е от 10-годишния му син Карл III под опекунството на майка му принцеса Мария Албертина фон Насау-Саарбрюкен.

## Фамилия
Първи брак: на 4 октомври 1707 г. се жени за първата си братобчедка графиня Сузанна Мария Луиза фон Цинцендорф-Потендорф (* 3 октомври 1690; † 3 март 1709, Ортенбург), дъщеря на чичо му граф Георг Лудвиг фон Цинцендорф-Потендорф (1662 – 1700) и фрайин Мария Елизабет Тойфел фон Гундерсдорф (1661 – 1698). Тя умира на 18 години. Те имат един син:
- Георг Лудвиг (* 4 март 1708, Ортенбург; † 2 април 1709, Ортенбург)

Втори брак: на 30 април 1710 г. в Узинген се жени за принцеса Мария Албертина фон Насау-Узинген/Насау-Саарбрюкен-Саарверден (* 8 май 1686, Франкфурт; † 14 януари 1768, Ортенбург), дъщеря на княз Валрад фон Насау-Узинген-Насау-Саарбрюкен (1635 – 1702) и графиня Катарина Франциска Изабела Мария дьо Круа-Рьол († 1686). Те имат 10 деца:
- Шарлота Вилхелминя (* 4 януари 1711; † 29 март 1778), неомъжена
- Фридерика Йохана Шарлота (* 1 февруари 1712; † 23 май 1758, Кастел), омъжена на 27 март 1727 г. в Ортенбург за граф Волфганг Георг II фон Кастел-Ремлинген (* 20 септември 1694; † 22 септември 1736), син на граф Волфганг Дитрих, фон Кастел-Кастел-Ремлинген (1641 – 1709) и графиня Доротея Рената фон Цинцендорф-Потендорф (1669 – 1743)
- Георг (* 1713; † 1715)
- София Августа (*/† 1714)
- Карл III (* 2 февруари 1715, Ортенбург; † 1 март 1776, Ортенбург), имперски граф на Ортенбург-Нойортенбург (1725 – 1776), женен на 8 октомври 1779 г. за графиня Луиза София фон Залм, вилд-и Рейнграфиня в Райнграфенщайн (* 2 април 1719; † 2 декември 1766)
- Хенриета Албертина (* 21 януари 1716; † 24 април 1784), неомъжена
- София Мария (* 11 март 1717; † 1790), неомъжена
- Хайнрих (* 1719; † 1720)
- Франциска Доротея (* 1720; † 1727)
- Августа Йоханета (* 1721; † 1735)